# Bauberuf
Bauberuf bzw. Bauhandwerksberuf ist der Oberbegriff für Berufe des Bauhauptgewerbes, zu deren zentralem Arbeitsfeld das Errichten und Unterhalten von Bauwerken, Bauprojekten und Gebäuden gehört.

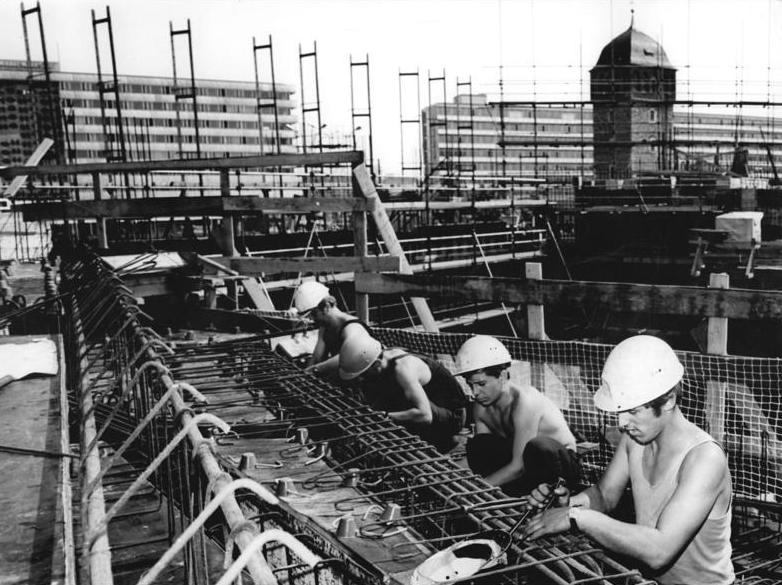
Bauarbeiter in Chemnitz, 1970

Die Bezeichnung Bauarbeiter oder Bauhandwerker wird landläufig für alle Personen verwendet, die auf einer Baustelle arbeiten oder in der Bauausführung tätig sind. Es handelt sich bei der Bezeichnung Bauarbeiter jedoch nicht um einen Ausbildungsberuf oder um eine feste Berufsbezeichnung.
Bauberufe sind in der Regel in die Kategorie der Handwerksberufe einzuordnen, da die Merkmale mit denen eines Handwerkberufs übereinstimmen. Allerdings gibt es auch Ausnahmen von Berufsfeldern, die Bauberufe sind, jedoch keine Handwerksberufe. Ein Beispiel stellt der Beruf Baugeräteführer dar, da in der Berufstätigkeit zwar ein Beitrag an Bauprojekten geleistet wird, jedoch keine handliche Arbeit mit Werkzeugen oder Standmaschinen, sondern (in diesem Fall) mit Baufahrzeugen verrichtet wird.
Wissenschaftlich beruhen Bauberufe hauptsächlich auf Technik, beziehungsweise Geometrie und Physik. In diversen Berufsfeldern unter anderem auch auf Biologie und Chemie.

## Geschichte

### 19. Jahrhundert
Nach Renzsch erlebten die Gesellen im 19. Jahrhundert „den Übergang zur kapitalistischen Warenproduktion im Baugewerbe als Zerfall des ständischen Handwerks.“ Allerdings habe „die Dominanz qualifizierter handwerklicher Tätigkeit […] die Bauhandwerker nicht in demselben Maße wie andere Arbeiter vor Integrationsprobleme [gestellt].“

## Bauprojekte
- Gebäude (Wände, Fenster, Dächer, Türen, Möbel und Inneneinrichtung etc.)
- Grundstücke
- Fahrbahnen, Wege und Brücken
- Versorgungssysteme (Leitungen, Hydranten, Brunnen. Anlagen etc.)

## Beispiele von Bauberufen

### Bauberufe für Gebäude- und Grundstückausstattung
- Maurer
- Zimmerer
- Tiefbaufacharbeiter
- Hochbaufacharbeiter
- Steinmetz
- Trockenbaumonteur
- Flachglasmechaniker
- Glaser
- Elektroniker für Betriebstechnik
- Elektroinstallateur
- Klempner
- Anlagenmechaniker
- Rohrleitungsbauer
- Stuckateur
- Maler und Lackierer
- Tapezierer
- Fliesenleger
- Dachdecker
- Garten- und Landschaftsbauer
- Brunnenbauer
- Spezialtiefbauer

### Bauberufe für Fahrbahnen
- Straßenbauer
- Betonstahlbieger und -flechter

### Nicht-handwerkliche Bauberufe
- Baugeräteführer

### Nicht-handwerkliche Bauberufe für das Planen, Entwerfen und Leiten von Bauprojekten
- Bauzeichner
- Technischer Zeichner
- Ingenieur-Berufe im Baubereich (z. B.: Bauingenieur oder Elektroingenieur)
- Architekt
- Bauführer/Bauleiter

## Nachweise
1. ↑  Wolfgang Renzsch: Handwerker und Lohnarbeiter in der frühen Arbeiterbewegung. Vandenhoeck & Ruprecht, Göttingen 1980, S. 63.
2. ↑  Wolfgang Renzsch: Handwerker und Lohnarbeiter in der frühen Arbeiterbewegung. Vandenhoeck & Ruprecht, Göttingen 1980, S. 65.